# Великий Ліс (Роменський район)
Вели́кий Ліс — село в Україні, у Синівській сільській громаді Роменського району Сумської області. Населення становить 228 осіб. Колишній орган місцевого самоврядування — Колядинецька сільська рада.
Після ліквідації Липоводолинського району 19 липня 2020 року село увійшло до Роменського району.

## Географія
Село Великий Ліс розташоване за 6 км від правого берега річки Грунь. На відстані до 2 км Колядинець, Колісники, Хоменкове та Мельникове.
Селом протікає струмок, що пересихає із загатою.
До села примикає невеличкий ліс.

## Історія
Село постраждало внаслідок геноциду українського народу, проведеного урядом СРСР 1923—1933 та 1946–1947 роках, кількість встановлених жертв в Великому Лісі — 62 людей.

## Політика

### Парламентські вибори, 2019
На позачергових парламентських виборах 2019 року у селі функціонувала окрема виборча дільниця № 590336, розташована у приміщенні клубу.
Результати
- зареєстровано 133 виборці, явка 78,95%, найбільше голосів віддано за «Слугу народу» — 35,92%, за Радикальну партію Олега Ляшка — 17,48%, за «Опозиційну платформу — За життя» — 10,68%[3]. В одномандатному окрузі найбільше голосів отримав Анатолій Кобзаренко (самовисування) — 28,43%, за Максима Гузенка (Слуга народу) — 25,49%, за Анатолія Свирида (самовисування) — 15,69%[4].

## Пам'ятки
- Братська могила підпільників[d];